# Portrait de Don Bernardo Iriarte
Portrait de Don Bernardo Iriarte est un tableau réalisé par le peintre espagnol Francisco de Goya en 1797. De format vertical, cette huile sur toile est un portrait de Bernardo de Iriarte, homme politique et collectionneur d'art. À mi-corps devant un fond noir, l'homme est assis sur une chaise, un livre rouge dans sa main droite. Achetée en 1942, l'œuvre fait partie des collections du musée des Beaux-Arts de Strasbourg, à Strasbourg, dans le Bas-Rhin, en France.